# Авитаминоз
Авитамино́з (лат. avitaminosis) — заболевание, являющееся следствием длительного неполноценного питания, в котором отсутствуют какие-либо витамины.
При неполном исключении витамина из питания говорят о гиповитаминозе — витаминной недостаточности.

## Причины, вызывающие авитаминоз
- Нарушение поступления витаминов с пищей при неправильном, недостаточном или некачественном питании.
- Нарушение процессов пищеварения (дисбактериоз) или нарушение работы ЖКТ — органов, связанных непосредственно с пищеварением.
- Поступление в организм антивитаминов, например лекарственных препаратов синкумар, дикумарол, применяющихся при лечении повышенной свертываемости крови.